# (15561) 2000 GU36
A (15561) 2000 GU36 a Naprendszer kisbolygóövében található aszteroida. A LINEAR projekt keretében fedezték fel 2000. április 5-én.